# Mesonoemacheilus triangularis
Mesonoemacheilus triangularis és una espècie de peix de la família dels balitòrids i de l'ordre dels cipriniformes.

## Morfologia
- Els mascles poden assolir 5,8 cm de longitud total.[3][4]

## Hàbitat
És un peix d'aigua dolça i de clima tropical (21 °C-26 °C).

## Distribució geogràfica
Es troba a Àsia: Karnataka, Kerala i Tamil Nadu (l'Índia).